# Swing Kids (banda)
Swing Kids (también llamados Blue Note) fue una banda de post-hardcore con fuertes inspiraciones del jazz y swing. Oriundos de San Diego, California y activos entre 1994 y 1997.

## Historia

### Actividad (1994–1998)
La banda fue fundada en 1994, por el guitarrista Eric Allen (de Unbroken, Struggle), el baterista José Palafox (de Struggle), el vocalista Justin Pearson (de Struggle) y el bajista Michelle Maskovich. Este último dejó la banda a los pocos meses, siendo reemplazado por John Brady.
Junto a su show debut en la ciudad de Santa Bárbara, la banda lanzó un 7" homónimo bajo el sello Kidney Room; este contiene cuatro canciones y un cover a "Warsaw" de Joy Division. La canción "Blue Note", fue ubicada en el puesto #83 dentro de las 100 mejores canciones emo, según Vulture.com.
Al año siguiente, el cuarteto lanzó un split 10" con Spanakorzo, banda donde también participaba John Brady.
Entre 1994 y 1996, la banda hizo un tour por la costa oeste, prosiguiendo con Detroit para el "Michigan Fest" en marzo de 1995, y culminando con una incompleta gira por Europa en 1996; la cual –según Brady– fue desastrosa. Jimmy LaValle participó como segundo guitarrista en los últimos días del grupo, el cual se separó a fines de 1997, debido a que el baterista José Palafox se mudó a vivir al área de la bahía de San Francisco.
El guitarrista Eric Allen se suicidó en 1998, a los 24 años. Los miembros restantes realizaron dos espectáculos benéficos al sur de California. En esta pequeña reunión fue interpretada la canción "Fake Teeth", la cual se editó posteriormente como single 7" en 2011.

### Reuniones (2009–2011)
En 2009, Swing Kids realizó dos shows reunión, ambos con Unbroken: un show secreto el 8 de mayo de en el Ché Cafe en UCSD en San Diego, CA y el 9 de mayo en Glass House en Pomona, CA. El espectáculo de Pomona fue destinado a organizaciones benéficas, las entradas se agotaron poco después de salir a la venta, a pesar del precio de $25. 
En 2011, la banda se reintegró brevemente, bajo el nombre de Blue Note y con motivo de una gira europea. Esta formación inclyó a Pearson, Palafox, LaVelle y Brady, acompañados por Nathan Joyner (Hot Nerds, All Leather, Some Girls).

## Influencias y legado
Swing Kids, llevó el movimiento art hardcore de San Diego más allá de la ola inicial de Gravity Records. A pesar de su importancia en una escena relativamente pequeña, el impacto de Swing Kids fue global dentro del underground, gracias a sus giras y publicaciones en fanzines independientes. Dicha influencia se vio en otros grupos, como Plot to Blow Up the Eiffel Tower, Refused, Orchid, y Jeromes Dream.
También se les atribuye la creación involuntaria de la moda spock rock, debido a que muchos de sus fanáticos emularon el estilo de peinado de Pearson, inspirado por Ian Svenonius y su banda, The Nation of Ulysses. El nombre proviene de Leonard Nimoy, personaje de Star Trek. La banda no gustaba del término spock rock.
Sus influencias musicales incluyen Antioch Arrow, The Birthday Party, The Cramps, Downcast, Rorschach, Rocket from the Crypt, The Smiths/Morrissey, Drive Like Jehu, Shellac, Moss Icon, Los Crudos, Napalm Death, Mohinder, The VSS; además de artistas de jazz como Dave Weckl, Cecil Taylor, Albert Ayler y John Zorn. A esto se sumaron diversas corrientes, como el anarcopunk, Blue Note Records, la Internacional Situacionista y el movimiento mod. En palabras de Pearson: "razones sociales y políticas nos llevaron a lo musical".

### Proyectos posteriores
José Palafox tocó en bandas como Tit Wrench, Bread and Circuits, Yaphet Kotto, y Baader Brains. El bajista John Brady pasó a tocar en Sweep the Leg Johnny de Chicago. El vocalista Justin Pearson tocó en agrupaciones como The Locust, Retox, All Leather, Some Girls, Holy Molar, Crimson Curse, Head Wound City, Ground Unicorn Horn, y Dead Cross, esta última junto a Dave Lombardo y Mike Patton.

## Miembros
- Justin Pearson – voces (1994–1997, 1998, 2009, 2011)
- Eric Allen – guitarras (1994–1997, fallecido en 1998)
- Jimmy LaValle – guitarras, teclados (1997, 1998, 2009, 2011)
- Nathan Joyner – guitarras (2011, sólo en vivo)
- John Brady – bajo (1994–1997, 1998, 2009, 2011)
- Michelle Maskovich – bajo (1994)
- José Palafox – batería (1994–1997, 1998, 2009, 2011)

## Discografía
Álbumes compilatorios
| Título      | Detalles                                                    |
| ----------- | ----------------------------------------------------------- |
| Discography | - Lanzamiento: 1997 - Sello: Three One G - Formatos: CD, LP |

Singles y EPs
| Título                                 | Detalles                                                                    |
| -------------------------------------- | --------------------------------------------------------------------------- |
| Swing Kids                             | - Lanzamiento: 1994 - Sello: Kidney Room, Three One G - Formatos: vinilo 7" |
| Swing Kids / Spanakorzo split          | - Lanzamiento: 1995 - Sello: Three One G - Formatos: vinilo 10"             |
| Situations On Mars / Fake Teeth single | - Lanzamiento: 2011 - Sello: Three One G, Vinyl Mama - Formatos: vinilo 7"  |

Otras apariciones
| Año  | Canción               | Álbum                                                       |
| ---- | --------------------- | ----------------------------------------------------------- |
| 1994 | "Disease"             | A Food Not Bombs Benefit LP                                 |
| 1998 | "El Camino Car Crash" | Bottlenekk Wholesale Distribution Sampler No. 1 - Fall 1998 |
| 2003 | "Disease"             | Queencrust Versus Kiss the Goat                             |
| 2007 | "El Camino Car Crash" | Three One G 2007                                            |